# Telli
Telli è un cognome di lingua italiana.

## Varianti
Il cognome non presenta varianti.

## Origine e diffusione
Il cognome è tipicamente friulano e toscano.
Potrebbe derivare da un'aferesi del prenome Battista e quindi risultare variante del cognome Battisti; il ramo toscano invece potrebbe derivare anche da un ipocoristico del cognome Rotelli, risultando quindi sua variante.